# 细花虾脊兰
细花虾脊兰（学名：Calanthe mannii），为兰科虾脊兰属下的一个植物种。